# Frank Hanny

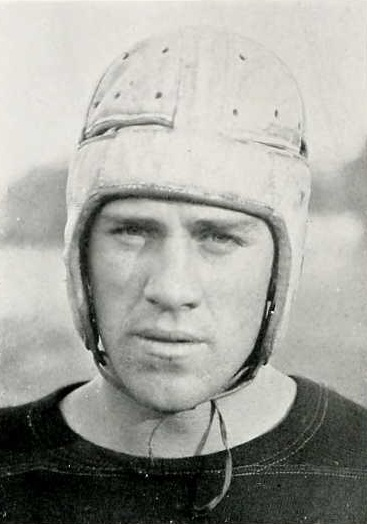
Frank Hanny

Frank Hanny foi um jogador de futebol americano estadunidense que foi campeão da Temporada de 1928 da National Football League jogando pelo Providence Steam Roller.